# Mycenaceae
Famille
Les Mycenaceae sont une famille de champignons de l’ordre des Agaricales.

## Étymologie
Le nom botanique Mycena vient du grec ancien μύκης signifiant « champignon ».

## Description
Les espèces du genre Mycena sont des champignons grégaires, au chapeau campanulé et au pied fragile. Déliquescents, s'ils sont parfois comestibles, ils ne sont pas mangeables. Certaines espèces sont bioluminescentes.[réf. nécessaire]

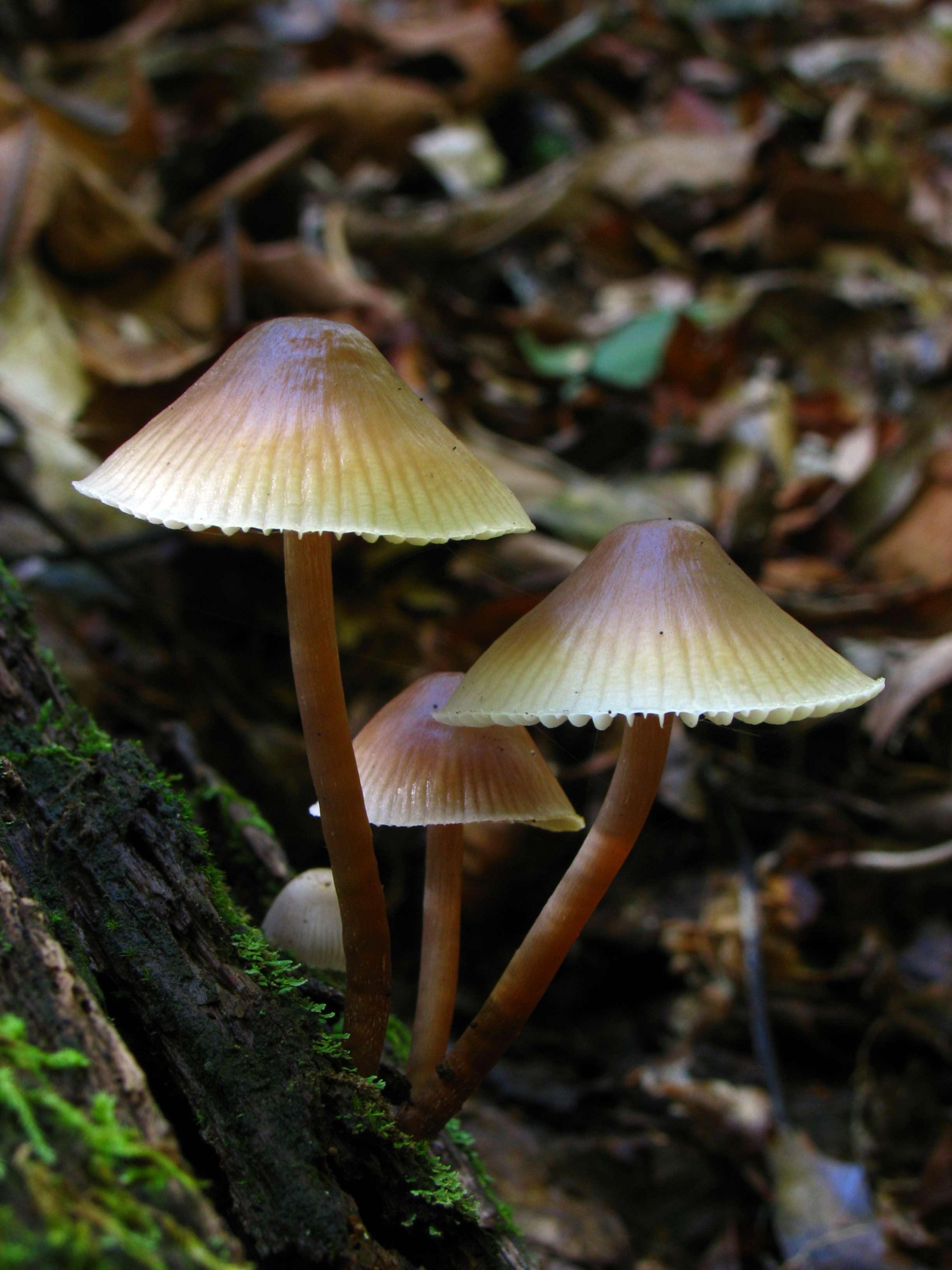
Mycena galericulata
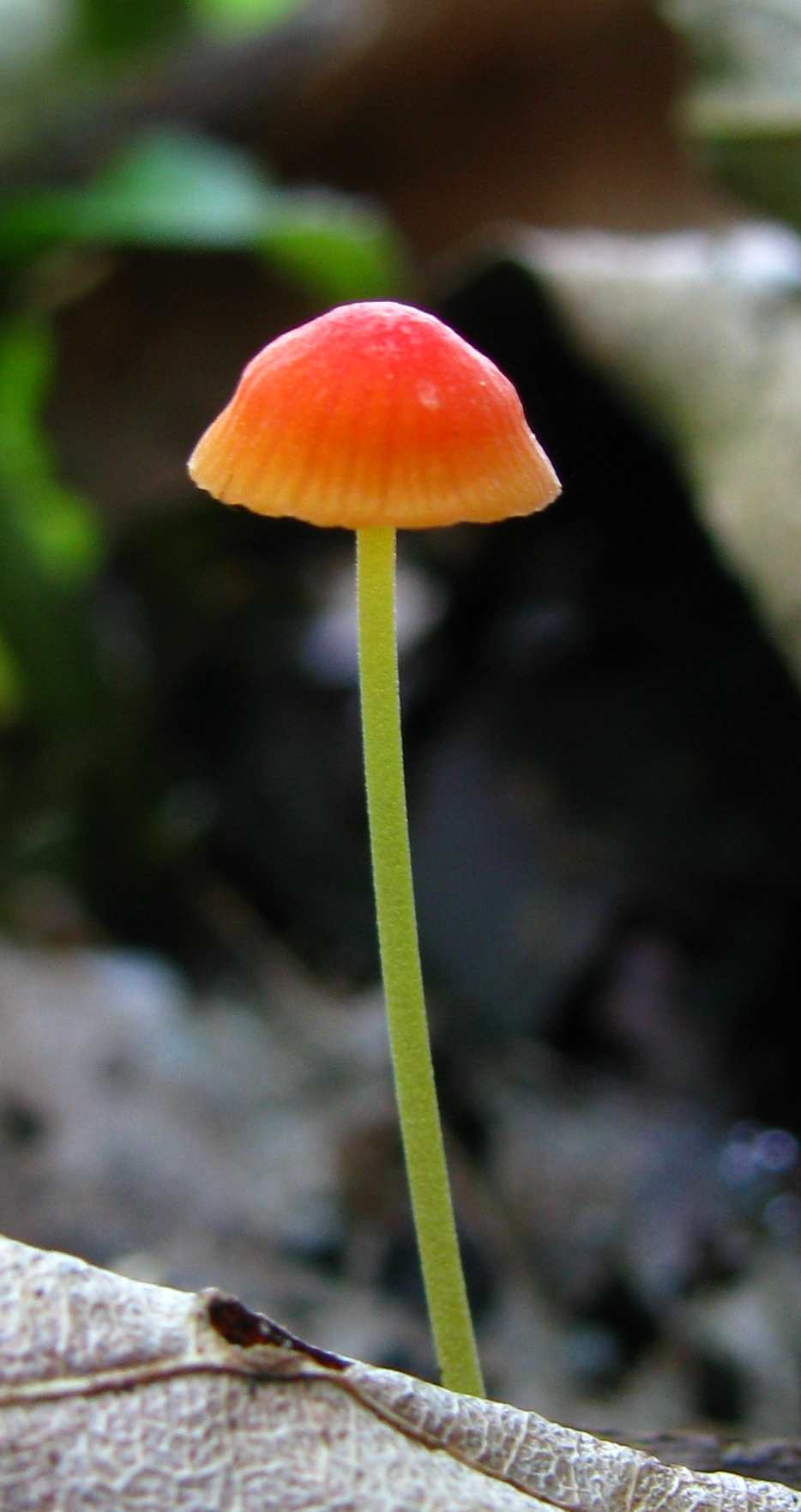
Mycena acicula

## Liste des genres
Selon Catalogue of Life (17 novembre 2013) :
- genre Basidopus
- genre Collopus
- genre Cruentomycena
- genre Decapitatus
- genre Dictyopanus
- genre Favolaschia
- genre Filoboletus
- genre Flabellimycena
- genre Galactopus
- genre Heimiomyces
- genre Hemimycena
- genre Insiticia
- genre Mycena
- genre Mycenoporella
- genre Mycenula
- genre Panellus
- genre Poromycena
- genre Prunulus
- genre Resinomycena
- genre Roridomyces
- genre Tectella
- genre Urospora
- genre Xeromphalina

## Phylogénie
Une étude phylogénétique des Agaricales publiée par un consortium de mycologues a adopté en 2002 le nom Mycenaceae pour un clade  composé de Dictyopanus, Favolaschia, Mycena, Mycenoporella, Prunulus, Panellus, Poromycena et Resinomycena. Dictyopanus a depuis été intégré dans Panellus et Poromycena et Prunulus dans Mycena.